# Guerra dos sexos
 (срп. Рат полова) бразилска је теленовела, продукцијске куће Реде Глобо, снимана 2012. и 2013.

## Радња
Главна тема ове откачене комедије је спор између мушкараца и жена, у којем свака група покушава доказати своју супериорност. Све почиње када рођаци Шарло и Отавио од свог стрица Енрика наследе ланац трговина Шарлос и вилу у којој живе.
Нетрпељивост између рођака, како код куће тако и на послу, чини њихов суживот немогућим. Шарло предложи Отавију да се један од наследника треба одрећи свог дела наследства у корист другог, и то у склопу ризичне опкладе. Наиме, у периоду од 100 дана, Шарло и њен тим морају, за одређени постотак, да повећају приход ланца трговина Шарлос. И тако почиње права битка међу половима. На једној страни Отавио и Фелипе, а на другој страни Шарло, Роберта Леоне и Вања.
Фелипе је усвојени Шарлоин син. Фелипе и Отавио су преварантски и лукави пар, спремни на све, само да спрече Шарло, Роберту и Вању да остваре своје циљеве. Међутим, оне не рачунају Каролинину издају, Робертине нећакиње и ћерке Нијете и Дина. Она је, наиме, Отавијева верна сарадница. Каролина се спетља са Фелипеом, који затим раскида везу са Вањом, која под сваку цену покушава да раскринка Каролину. Отавио и Фелипе рачунају на помоћ амбициозне Верушке, бивше секретарице и љубавнице Виторија Леона, покојног Робертиног супруга.
Жулијана, Фелипеова ћерка, раскида везу са фотографом Фабиом јер је заљубљена у шофера Нанда. Свађа се са својом сестром Аналу, а касније и са Робертом Леоне, која се, упркос разлици у годинама, бори да освоји Нанда, у чему и успева.

## Улоге
| Глумац:            | Улога:                                     |
| ------------------ | ------------------------------------------ |
| Ирене Раваш        | Шарло де Алкантара Переира Барето          |
| Глорија Пирес      | Роберта Леоне                              |
| Тони Рамос         | Отавио де Алкантара Родригез и Силва       |
| Рејналдо Ђанекини  | Фернандо Нандо Кардозо                     |
| Бјанка Бин         | Каролина Карнеиро                          |
| Едсон Селулари     | Фелипе Пимпињо де Алкантара Переира Барето |
| Маријана Шименес   | Жулијана де Алкантара Переира Барето       |
| Луана Пиовани      | Вања Трабуко де Мораес                     |
| Ериберто Леао      | Улисес да Силва                            |
| Дрика Мораес       | Нијета Карнеиро                            |
| Пауло Роша         | Фабио Марино                               |
| Гиљермина Гинле    | Маноела Васконселос Марино                 |
| Фернандо Еирас     | Динора Дино Карнеиро                       |
| Данијел Боавентура | Нене Сталоне                               |